# Cascada Vârciorog
Cascada Vârciorog este o arie protejată de interes național ce corespunde categoriei a IV-a IUCN (rezervație naturală de tip geologic și peisagistic), situată în vestul Transilvaniei, pe teritoriul județului Alba.

## Localizare
Aria naturală  se află în sud-estul Munților Bihorului (pe cursul superior al văii Vârciorog, un afluent al râului Arieșul Mare) în extremitatea nord-vestică a județului Alba (la limita de graniță cu județul Bihor), pe teritoriul administrativ al comunei Arieșeni.

## Descriere
Rezervația naturală a fost declarată arie protejată prin Legea Nr.5 din 6 martie 2000, publicată în Monitorul Oficial al României, Nr.152 din 12 aprilie 2000, privind aprobarea Planului de amenajare a teritoriului național - Secțiunea a III-a - zone protejate și are o suprafață de 5 ha.
Arealul aflat la poalele Vărfului Piatra Grăitoare, reprezintă o cădere (de la o înălțime peste 15 metri) spectaculoasă de apă (cascadă), dezvoltată pe cursul superior al răului Vârciorog.

## Căi de acces
- Drumul național DN75, pe ruta Câmpeni - Ștei-Arieșeni (la 2 km de Arieseni) - se continuă pe drumul forestier (circa 3.5 km) pe valea Vârciorog pană la cascadă (marcaj punct galben).